# Église Saint-Laurent de Soulaines-Dhuys
L'église Saint-Laurent est une église située à Soulaines-Dhuys, en France.

## Description
Bâtie sur un plan rectangulaire, elle en majorité du XVIe siècle, mais son porche fut bâti jusqu'au XVIIIe. Elle a aussi une flèche qui s'élève au centre de l'édifice et des verrières du XVIe siècle.

### Mobilier
Elle possède à un ensemble de statue du XVIe siècle :
- Saint Syre (?)[2] ayant des traces de badigeon,
- Vierge à l'enfant[3] en bois avec des traces de polychromie,
- Sainte Anne[4] en bois,
- Saint Jean[5] en bois,
- Saint Elisabeth de (Thuringe?)[6] en calcaire avec des traces de badigeon.

Des verrières et grisailles de la même époque.
Des tableaux comme  
- Une descente de croix[8],
- Saint Laurent, saint Pierre, saint Étienne[9] du XVIIe qui étaient avant en la chapelle ;
- Un saint Nicolas réalisé par le peintre Georges en 1811[10],.

## Localisation
L'église est située sur la commune de Soulaines-Dhuys, dans le département français de l'Aube.

## Historique
D'après Courtalon, elle était sous le double vocable de Jean-le-Baptiste et Laurent. La paroisse était du doyenné de Brienne et à l'entière collation de l'évêque. Reconstruite durant la seconde moitié du XVIe siècle, elle aurait dû être plus grande. Le portail date de 1568. La tour date des XVIe et XVIIIe siècles. La flèche du XIXe a été foudroyée le 17 août 1975 ; elle a été refaite depuis.

L'édifice est classé au titre des monuments historiques en 1914.

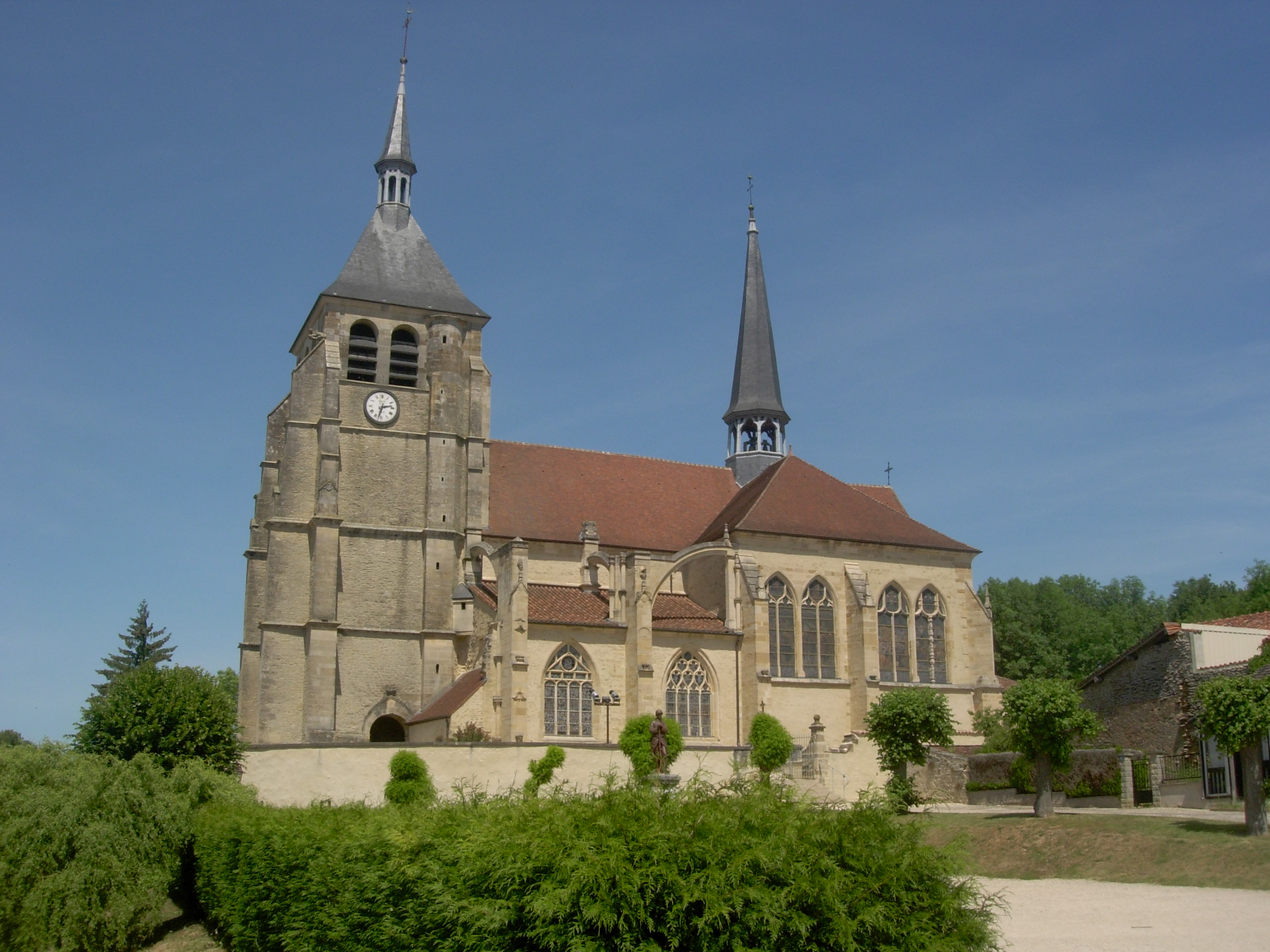
L'église de Soulaines,
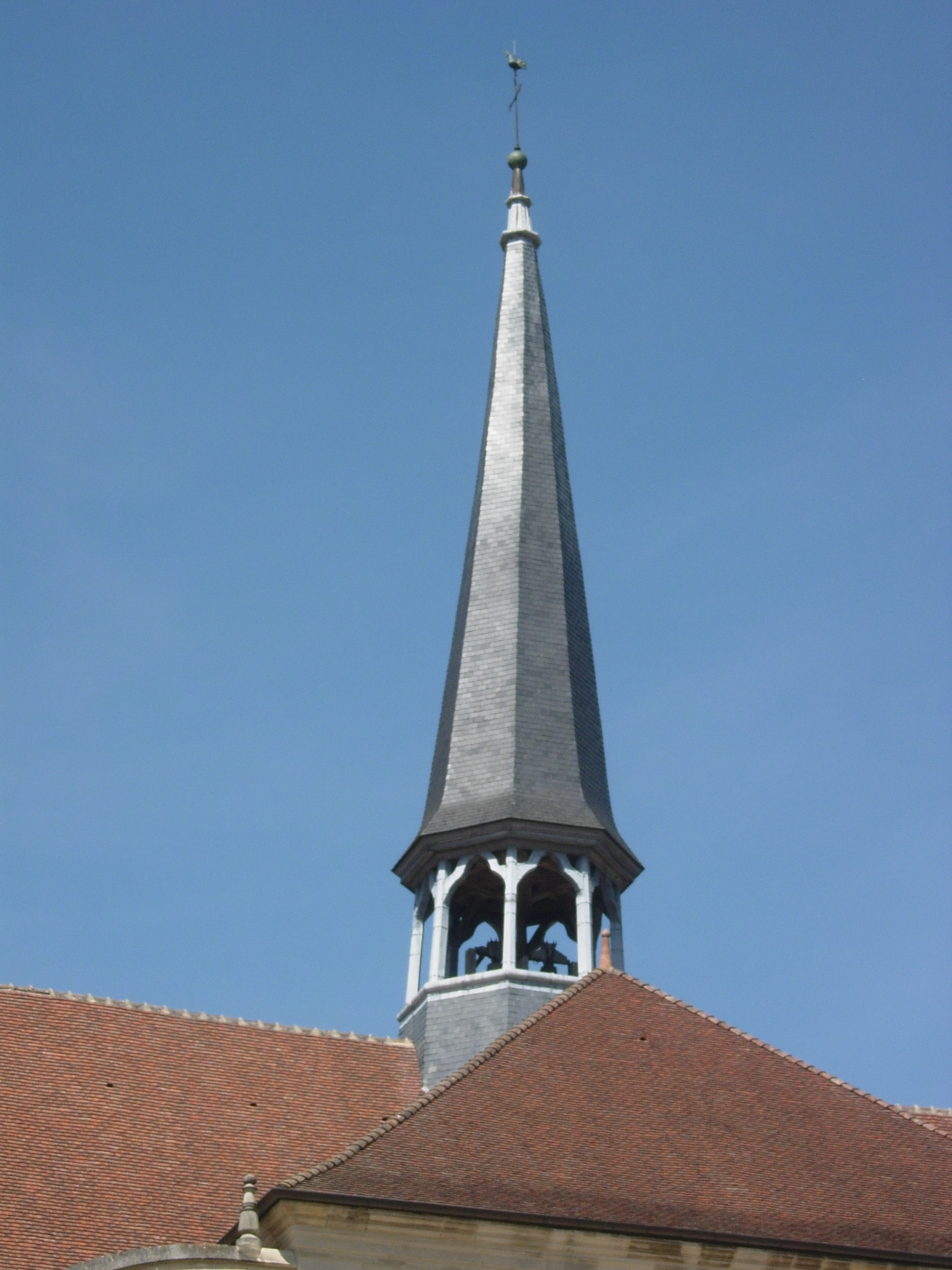
le clocher,
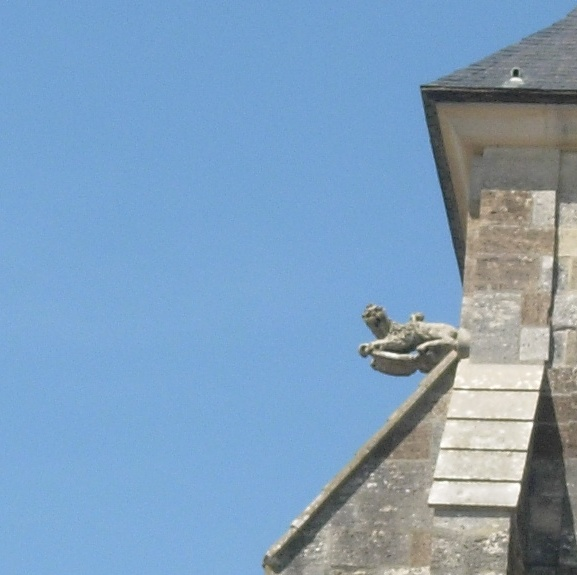
et une gargouille sur la tour.
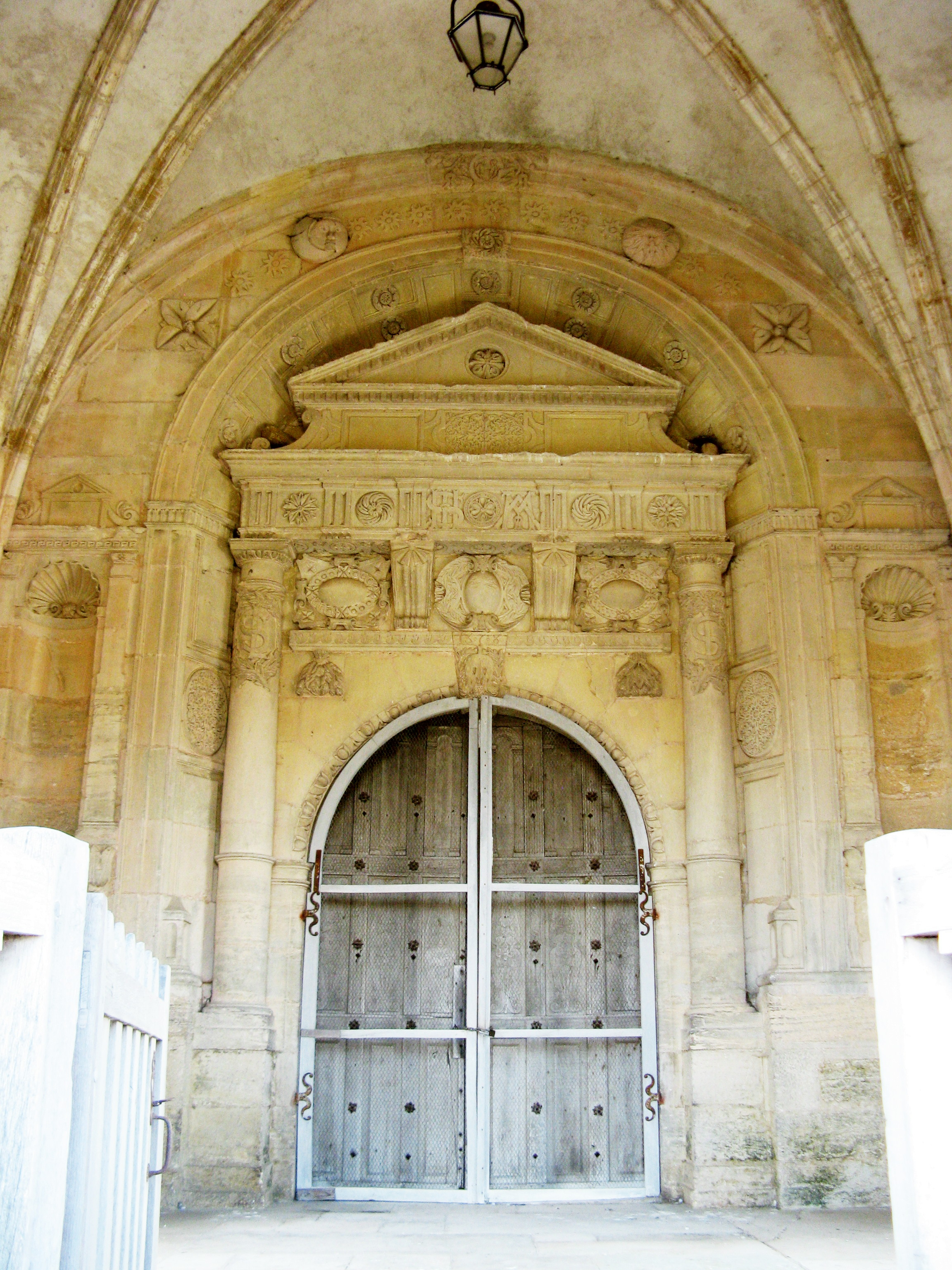
Porte ouest (1578)
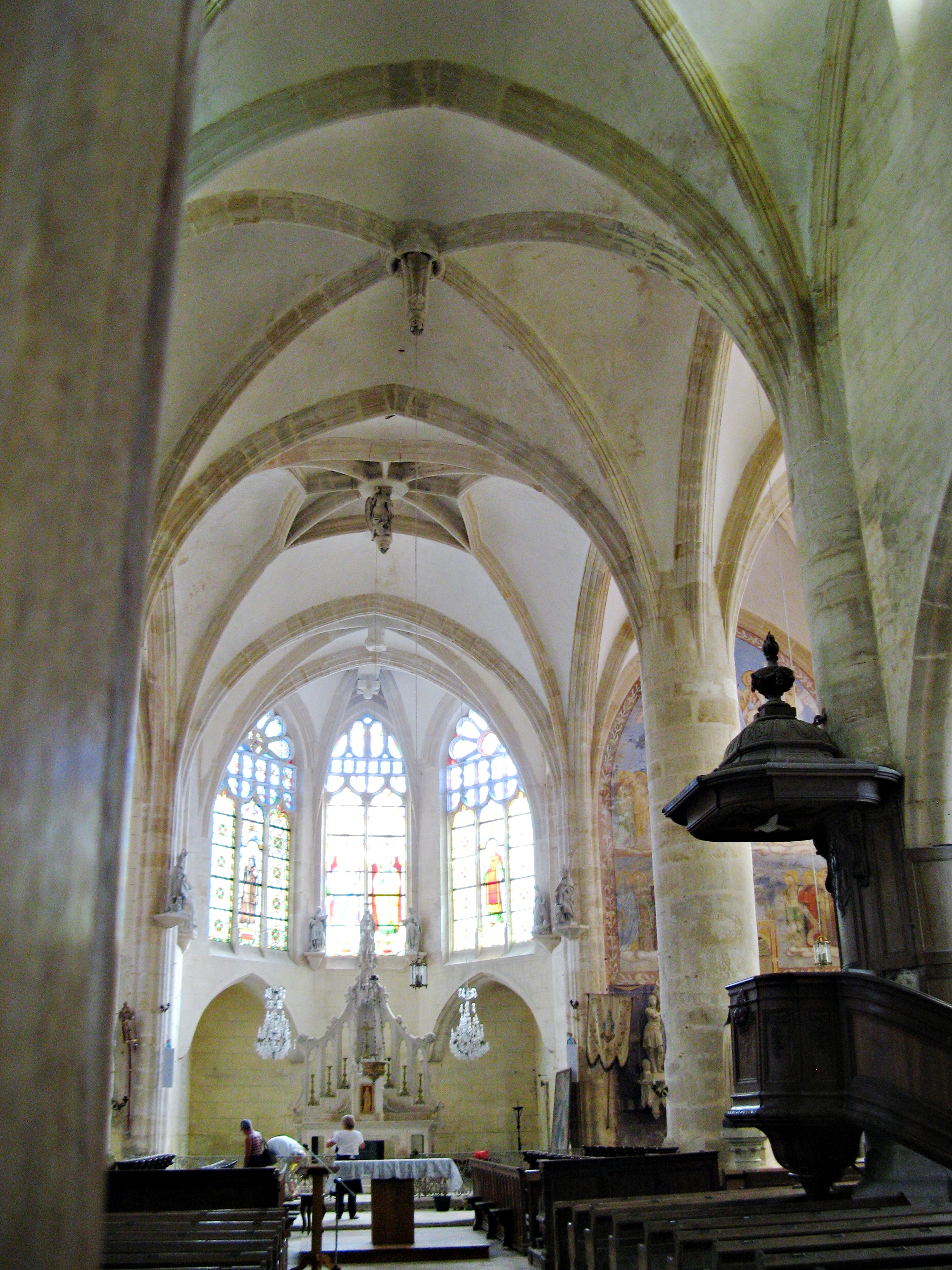
Nef
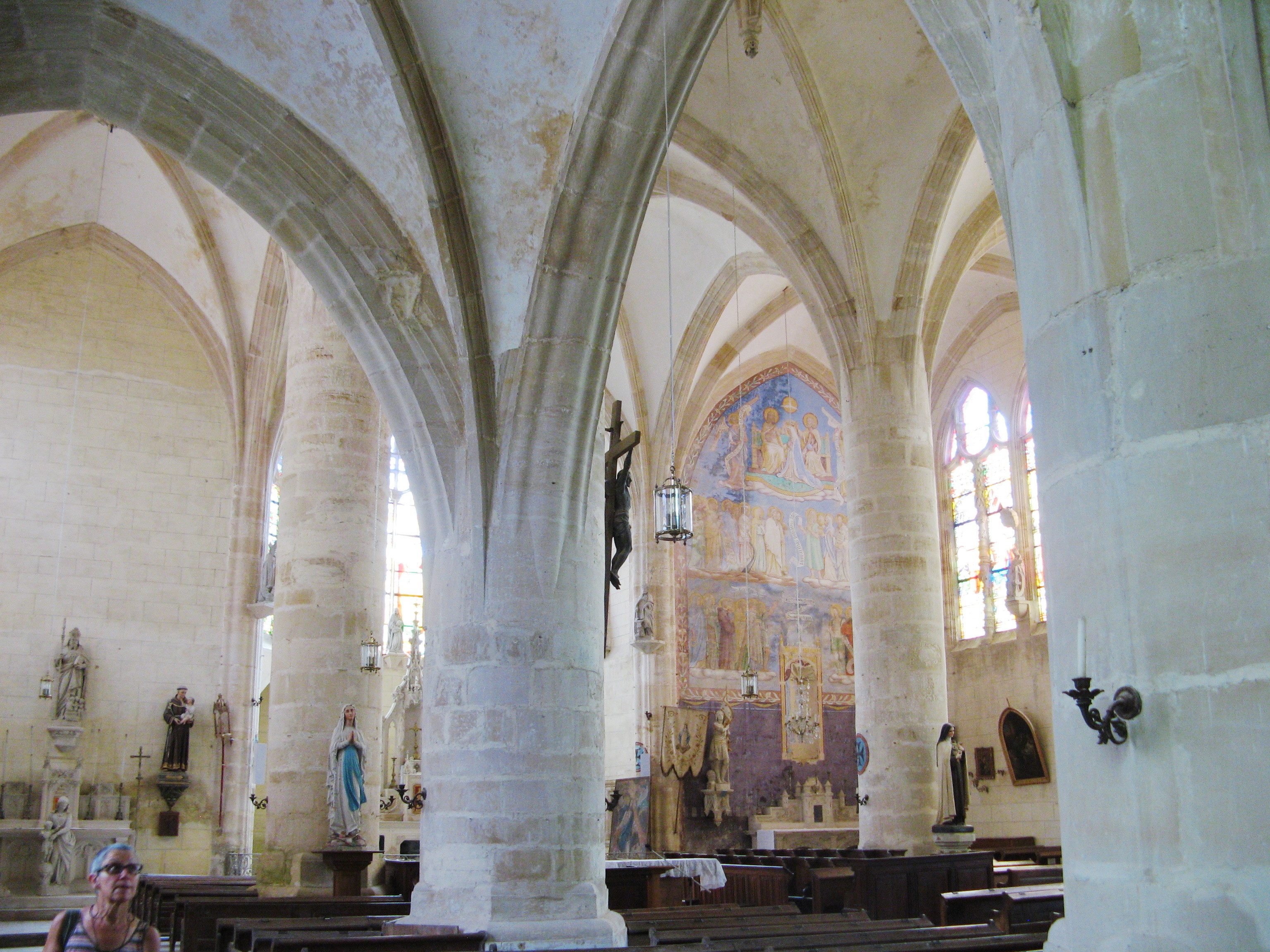
Transept sud